# Campeonato Panamericano de Balonmano Masculino de 2008
El XIII Campeonato Panamericano de Balonmano de 2008 se disputó entre el 24 y el 28 de junio de 2008 en Brasil, y es organizado por la  Federación Panamericana de Balonmano y entregó tres plazas para el Campeonato Mundial de Balonmano Masculino de 2009.

## Grupos
| Grupo A   | Grupo B |
| --------- | ------- |
| Argentina | Brasil  |
| Canadá    | Cuba    |
| Chile     | Uruguay |
|           |         |

## Primera fase

### Grupo A
| Equipo      | PTS | J | G | E | P | GF | GC | DG  |
| ----------- | --- | - | - | - | - | -- | -- | --- |
| Argentina   | 6   | 3 | 3 | 0 | 0 | 93 | 62 | +31 |
| Chile       | 4   | 3 | 2 | 0 | 1 | 84 | 87 | -3  |
| Groenlandia | 1   | 3 | 0 | 1 | 2 | 70 | 82 | -12 |
| Canadá      | 1   | 3 | 0 | 1 | 2 | 58 | 74 | -16 |

#### Resultados
| Fecha      | Hora  | Partido³    | Partido³ | Partido³    | Resultado |
| ---------- | ----- | ----------- | -------- | ----------- | --------- |
| 24.06.2008 | 14:00 | Groenlandia | -        | Canadá      | 20-20     |
| 24.06.2008 | 16:00 | Argentina   | -        | Chile       | 36-25     |
| 25.06.2008 | 14:00 | Groenlandia | -        | Chile       | 28-31     |
| 25.06.2008 | 16:00 | Argentina   | -        | Canadá      | 26-15     |
| 26.06.2008 | 14:00 | Chile       | -        | Canadá      | 28-23     |
| 26.06.2008 | 16:00 | Argentina   | -        | Groenlandia | 31-22     |

### Grupo B
| Equipo  | PTS | J | G | E | P | GF | GC | DG  |
| ------- | --- | - | - | - | - | -- | -- | --- |
| Brasil  | 4   | 2 | 2 | 0 | 0 | 71 | 34 | +37 |
| Cuba    | 2   | 2 | 1 | 0 | 1 | 49 | 57 | -8  |
| Uruguay | 0   | 2 | 0 | 0 | 2 | 37 | 66 | -29 |

#### Resultados
| Fecha      | Hora  | Partido³ | Partido³ | Partido³ | Resultado |
| ---------- | ----- | -------- | -------- | -------- | --------- |
| 24.06.2008 | 18:00 | Brasil   | -        | Uruguay  | 38-13     |
| 25.06.2008 | 20:00 | Uruguay  | -        | Cuba     | 24-28     |
| 26.06.2008 | 18:00 | Brasil   | -        | Cuba     | 33-21     |

### 5º al 7º puesto
| Fecha      | Hora² | Partido¹ | Partido¹ | Partido¹ | Resultado |
| ---------- | ----- | -------- | -------- | -------- | --------- |
| 27.06.2008 | 14:00 | Uruguay  | -        | Canadá   | 23-21     |

### 5º/6º puesto
| Fecha      | Hora² | Partido¹    | Partido¹ | Partido¹ | Resultado |
| ---------- | ----- | ----------- | -------- | -------- | --------- |
| 28.06.2008 | 12:00 | Groenlandia | -        | Uruguay  | 28-21     |

## Fase final

### Semifinales
| Fecha      | Hora² | Partido³  | Partido³ | Partido³ | Resultado |
| ---------- | ----- | --------- | -------- | -------- | --------- |
| 27.06.2008 | 16:00 | Argentina | -        | Cuba     | 33-32     |
| 27.06.2008 | 20:00 | Brasil    | -        | Chile    | 26-22     |

### 3º Puesto
| Fecha      | Hora² | Partido³ | Partido³ | Partido³ | Resultado |
| ---------- | ----- | -------- | -------- | -------- | --------- |
| 28.06.2008 | 16:00 | Cuba     | -        | Chile    | 37-30     |

### Final
| Fecha      | Hora² | Partido³ | Partido³ | Partido³  | Resultado |
| ---------- | ----- | -------- | -------- | --------- | --------- |
| 28.06.2008 | 18:00 | Brasil   | -        | Argentina | 27-24     |

| Brasil           |
| Campeón          |
| Brasil 2° título |

### Clasificación general
| Brasil         |
| Argentina      |
| Cuba           |
| 4. Chile       |
| 5. Groenlandia |
| 6. Uruguay     |
| 7. Canadá      |

## Clasificados al Mundial 2009
| Bandera de Brasil | Bandera de Argentina | Bandera de Cuba |
| Brasil            | Argentina            | Cuba            |
| ----------------- | -------------------- | --------------- |